# تپه چم آسن ۱
تپه چم آسن ۱ مربوط به هزاره ۵ قبل از میلاد است و در شهرستان کوهدشت، بخش مرکزی، دهستان کوهدشت شمالی، ۴۰۰ متری جنوب شرق روستای چم آسن واقع شده و این اثر در تاریخ ۲۸ اسفند ۱۳۸۵ با شمارهٔ ثبت ۱۸۸۲۱ به‌عنوان یکی از آثار ملی ایران به ثبت رسیده است.